# 可爾必思
可爾必思（日语：／ karupisu */?）是一種乳酸菌飲料，為日本飲料製造商可爾必思株式會社的主要飲料產品。
可爾必思株式會社位在東京都澀谷區，英文為，曾在1991年時加入味之素集團旗下，現為朝日飲料集團成員。可爾必思的名稱同時也是該公司的註冊商標。

## 企業

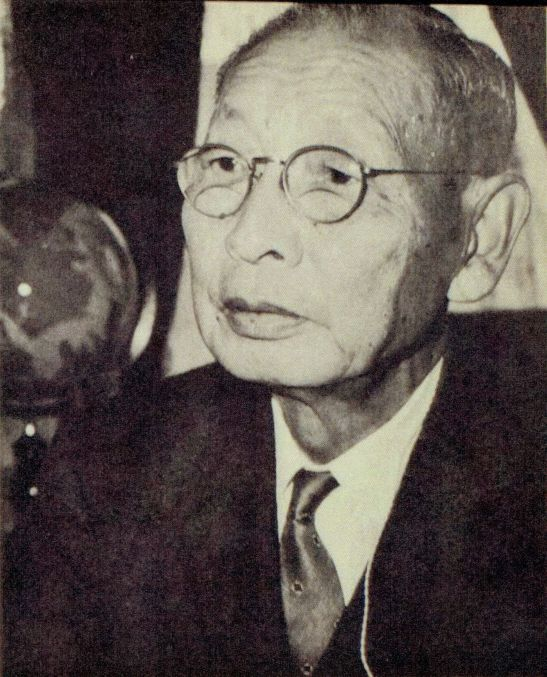
可爾必思企業創業者三島海雲

可爾必思企業的創業者為僧侶出身的三島海雲。創業初期當時為國分集團的成員。父母是山田耕筰與渡边海旭（當時為芝學園的校長）。1919年時以「初戀的味道」為宣傳，生產全世界第一瓶的乳酸菌飲料「可爾必思」。同時也生產脫脂牛奶和可爾必思奶油作為主力商品。
1991年在納入味之素旗下後，推出將可爾必思與水調和稀釋的飲料「可爾必思水語」（カルピスウォーター），並在日本進口礦泉水「evian」和葡萄酒，也發售雞尾酒「可爾必思沙瓦」（カルピスサワー）進入酒精飲料市場。
由於Calpis的發音，在英語中近似「Cow piss」（牛的尿），為了避免讓顧客有不良的聯想，因此在英語國家中改用「CalPico」的名字銷售。

### 年表
- 1917年：正式創業。
- 1948年：成立可爾必思食品工業株式會社（カルピス食品工業株式会社）。
- 1989年：停止使用「黑人標誌」。
- 1991年：進行第三人增資釋股，味之素集團成為最大股東。
- 1997年：公司名稱改為現在的可爾必思株式會社。

### 起源
1902年，年僅25歲的三島海雲造訪蒙古，以當地的一種類似酸奶的飲料為基礎，於1919年開發出了可爾必思。三島也被傳授「公司發售的第一種飲料要與公司同名」的商業技巧。以脱脂牛奶發酵後成為的「酸乳」，在發酵過程中加入糖、馬奶酒類似的酵母菌，這些都是造成可爾必思獨特風味不可或缺的要素，同時也是企業長期以來的祕密，但在1990年中公開。
公司名稱的由來是「鈣」（カルシウム、Calcium）加上梵語中的सर पिस「、salpis」（漢字翻譯為「熟酥」，第二種味道之意）組合而來。
也曾有以梵語中「sarpir-manda」（為酥油、無上的味道之意）為基礎，用（音譯：薩爾必思）、（音譯：可爾必魯）當作公司名的提案，但公司中這方面的專家、同時也是音樂專家的山田耕筰認為還是作為名稱較佳也比較響亮，因此就成為公司和主力飲料的名字。
原本的商標是「一名戴著巴拿馬帽的黑人男性，正在用吸管喝著玻璃瓶中的可爾必思」的圖案。這是在第一次世界大戰後，為了幫助困苦的德國畫家，由社長三島海雲舉辦的「國際海報大獎」（国際懸賞ポスター典）中選出的第三名作品。但在1989年後被批評「有種族歧視思想」，因而更換成現在的商標。

## 外部連結
- カルピス株式会社 （页面存档备份，存于） （日語）
- カラダにピース CALPIS （页面存档备份，存于） （日語）
  - カルピス水玉通信的X（前Twitter）
  - 「カルピス」水玉通信的Facebook專頁
  - カルピス水玉通信的Instagram帳戶
- 台灣可爾必思官方網站 （页面存档备份，存于）（繁體中文）
- Happy可爾必思的Facebook專頁粉絲團
- 可爾必思英文網站 （页面存档备份，存于）（英文）